# Zbigniew Sikora
Zbigniew Sikora (ur. 18 listopada 1924 w Częstochowie, zm. 19 stycznia 1970 we Wrocławiu) – podpułkownik Milicji Obywatelskiej.

## Życiorys
Syn Józefa i Bronisławy. Pracę w organach bezpieczeństwa rozpoczął w 1944, w nowo utworzonym Resorcie Bezpieczeństwa Publicznego przy Polskim Komitecie Wyzwolenia Narodowego. 
Od lipca 1945 pracował jako oficer śledczy w Powiatowym Urzędzie Bezpieczeństwa Publicznego w Zgorzelcu, a od lutego 1947 w Jeleniej Górze. Tam pod koniec pobytu pełnił obowiązki zastępcy szefa PUBP. Następnie od września 1947 do listopada 1954 kolejno: zastępca szefa PUBP w Brzegu, zastępca szefa i p.o. szef PUBP w Ząbkowicach Śląskich, szef PUBP w Kamiennej Górze. Od 29 października 1953 inspektor ds. szkolenia zawodowego przy Wojewódzkim Urzędzie Bezpieczeństwa Publicznego we Wrocławiu. 
W lipcu 1956 awansowany do stopnia majora. Następnie od 3 stycznia 1957 sprawował funkcję zastępcy naczelnika Wydziału III Komendy Wojewódzkiej Milicji Obywatelskiej we Wrocławiu, później od lipca 1962 do śmierci (w 1970), naczelnika Wydziału IV Komendy Wojewódzkiej MO we Wrocławiu. W 1967 r. odbył kurs doskonalenia kadr kierowniczych Służby Bezpieczeństwa w Centrum Wyszkolenia MSW w Legionowie.

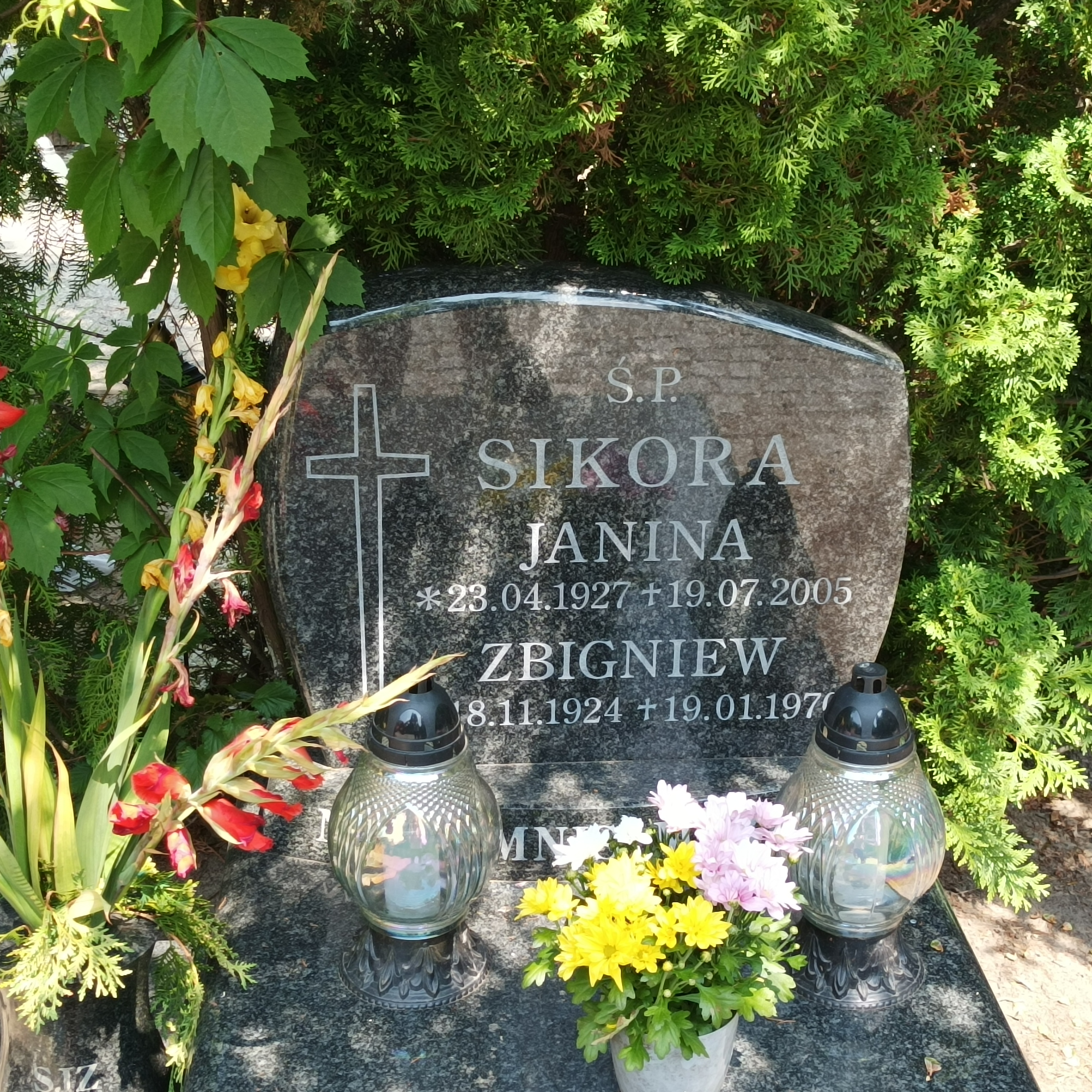
Grób ppłka Zbigniewa Sikory na Cmentarzu Osobowickim

Pochowany na Cmentarzu Osobowickim.